# Reprezentacja wiedzy i rozumowanie
Reprezentacja wiedzy (ang. knowledge representation, KR) i reprezentacja wiedzy i rozumowanie (ang. knowledge representation and reasoning, KRR, KR&R lub KR²) – określa ogół modelowania informacji w sposób strukturalny, aby formalnie przedstawić ją jako wiedzę w systemach opartych na wiedzy wraz z późniejszym zrozumieniem, rozumowaniem i interpretacją wiedzy. KRR jest powszechnie stosowana w dziedzinie sztucznej inteligencji w celu przedstawienia informacji o świecie w formie, która umożliwia systemowi komputerowemu rozwiązywanie złożonych zadań, takich jak diagnozowanie stanu medycznego lub prowadzenie dialogu w języku naturalnym. KR wykorzystuje ustalenia psychologii dotyczące sposobu rozwiązywania problemów i reprezentacji wiedzy przez ludzi, w celu zaprojektowania formalizmów, które ułatwiają projektowanie i budowę złożonych systemów. KRR wykorzystuje również ustalenia logiki do automatyzacji różnych rodzajów rozumowania.
Tradycyjny KRR koncentruje się na deklaratywnej reprezentacji wiedzy. Powiązane formalizmy reprezentacji wiedzy obejmują głównie słowniki, tezaurusy, sieci semantyczne, systemy aksjomatów, system reguł, programy logiczne i ontologie. Do przykładów silników automatycznego wnioskowania zalicza się silnik inferencyjny, system wspomagający dowodzenie twierdzeń, generatory modeli i klasyfikatory.
W szerszym ujęciu mechanizmy reprezentacji wiedzy — obejmujące architektury sieci neuronowych, takie jak sieci konwolucyjne i transformery — można również uznać za rodzinę formalizmów reprezentacji wiedzy. Pytanie, który formalizm jest najbardziej odpowiedni dla systemów opartych na wiedzy od dawna jest przedmiotem debaty.